# Сферична теорема синусів
Сферична теорема синусів установлює пропорційність між синусами сторін a, b, c і синусами протилежних цим сторонам кутів A, B, C сферичного трикутника:
{\displaystyle {\frac {\sin a}{\sin A}}={\frac {\sin b}{\sin B}}={\frac {\sin c}{\sin C}}.}

Сферична теорема синусів є аналогом плоскої теореми синусів і перетворюється на останню в границі за малих довжин сторін трикутників порівняно з радіусом сфери.

## Історія
Теорему синусів для сферичних трикутників сформульовано й доведено у творах низки математиків середньовічного Сходу, які жили в X столітті — Абу-ль-Вафи, аль-Худжанді та Ібн Ірака. Вона дозволила спростити розв'язання низки задач сферичної астрономії, які раніше розв'язували за допомогою теореми Менелая для чотирибічника.